# Національно-культурна автономія тюрко-татар-мусульман Європейської Росії і Сибіру
Національно-культурна автономія тюрко-татар-мусульман Європейської Росії і Сибіру — форма екстериторіальної автономії татарського і башкирського народів на території колишньої Російської імперії.

## Історія
Лютнева революція підвищила громадсько-політичну активність татарського народу. Почалися дискусії про шляхи розвитку татарської державності. У цей період пропонувалися різні форми територіальної та національно-культурної автономії татарського народу.

### 1-ший всеросійський з'їзд мусульман
1-ший Всеросійський з'їзд мусульман  на початку травня 1917 року у Москві прийняв резолюцію про територіальну автономію і федеративне будівництво. Ільяс Алкін і Джангір Алкін, Галімжан Ібрагімов, Усман Токумбетов та інші підтримали  ідею створення власної окремої держави в складі Росії. Пізніше вони обираються Всеросійською мусульманською військовою радою делегатами на 1-й Всеросійського мусульманського військового з'їзду Харбі Шура.

### 2-ший всеросійський з'їзд мусульман

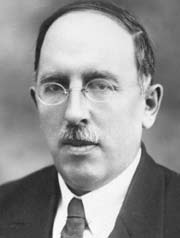
Керуючий урядом національно-культурної автономії Садрі Максуді

2-гий Всеросійський мусульманський з'їзд у липні 1917 року в Казані зібрав делегатів національно-культурної автономії. 22 липня 1917 року на спільному засіданні цього з'їзду з 1-м Всеросійським мусульманським військовим з'їздом і Всеросійським з'їздом мусульманського духовенства було оголошено про національно-культурну автономію європейської частини Росії і мусульман Сибіру. Створено Міллі Ідаре (Національне правління мусульман тюрко-татар Внутрішньої Росії та Сибіру. Вищий виконавчий орган культурно-національної автономії тюрко-татар)- Національну адміністрацію (Уряд національно-культурної автономії) на чолі з Садрі Максуді. У його складі створюється Дінія назарати - Міністерство у справах релігій (релігійне відомство).

### 3-тій всеросійський з'їзд мусульман
На 3-му засіданні 2-го Всеросійського мусульманського з'їзду 27 липня Садрі Максуді виступив з промовою про створення координаційного органу Національної ради-меджлісу, а координаційним органом був призначений Національний меджліс, розташований в Уфі.
З 20 листопада 1917 р. по 11 січня 1918 р. в Уфі проходила сесія Національної Ради. Прийнято проект Конституції національно-культурної автономії тюрко-татар-мусульман Росії і Сибіру і положення про управління духовно-релігійними і культурно-національними справами. Точніше, планується, що ці документи будуть представлені на Всеросійських організаційних зборах. На цій же сесії переобирається Центральна Крайова Управа, що складається з трьох відділів (освіти, релігійних справ і фінансів). У грудні 1917 р. Міністерство духовних справ очолив муфтій Центрального духовного нагляду мусульман Росії і Сибіру Галімжан Галієв (Баруді).

#### Проголошеня Ідель-Уралу
У той же час на сесії Національних зборів прихильники федеративного будівництва оголошують Волго-Уральську державу (Ідель-Урал). Все тюрко-татарське населення Росії і Сибіру поділяється на національні округи. В районах передбачається організувати місцеві органи Управління – міські та районні ради, які здійснюватимуть духовно-релігійну та культурно-національну (народна освіта, громадський відділ тощо) діяльність під керівництвом ЦНАП.
4 жовтня 1917 року в Тумі почав роботу 1-й з'їзд сибірських мусульман, з'їзд оголосив про приєднання до Мусульманської культурно-національної автономії, проголосив 2-й Всеросійський мусульманський фонд і одночасно ухвалив рішення про створення власного культурного товариства — національний центр. Для вирішення культурно-національних, а також соціально-політичних і соціально-економічних питань мусульман Сибіру створюється Центральна рада мусульманських рад Сибірського губернаторства.
Ідея створення національно-культурної автономії тюрко-татар знайшла суперечність серед башкирських націоналістів. Так, у грудні 1917 р. делегати Башкортостанського з'їзду ухвалили рішення про створення в Оренбурзі окремого Башкортостанського духовного управління. Проти пантюркізму виступили й інші башкирські з'їзди. Наприклад, 12 травня 1919 року башкурти Челябінська Казимуратов і Корбангалієв звернулися до російського вищого начальства з проханням вжити заходів щодо невтручання Національного управління тюрко-татарських мусульман у справи Башкортостану.
12 квітня 1918 р. було ухвалено рішення про розпуск Крайової канцелярії, яку підписав начальник Мусульманського комісаріату при Раднаркомі РРФСР М. Вахітов та І. Сталін. Там зазначено, що духовно-національне правління зберігається «за умови неучасті в політичній діяльності».
Органи громадського самоврядування були відновлені і діяли до кінця громадянської війни в Росії.